# Classe Delaware
A Classe Delaware foi uma classe de couraçados operada pela Marinha dos Estados Unidos, composta pelo USS Delaware e USS North Dakota. Suas construções começaram em 1907 na Newport News Shipbuilding e Fore River Shipyard, sendo lançados ao mar em 1908 e 1909 e comissionados na frota norte-americana em 1910. Diferentemente de classes de couraçados norte-americanos anteriores, a Classe Delaware foi desenvolvida sem nenhuma espécie de restrição imposta pelo Congresso dos Estados Unidos, que pediu pelos navios mais poderosos, protegidos e rápidos possíveis para que suas embarcações não fossem inferiores ao britânico HMS Dreadnought.
Os couraçados da Classe Delaware eram armados com uma bateria principal de dez canhões de 305 milímetros em cinco torres de artilharia duplas. Tinham um comprimento de fora a fora de 158 metros, boca de 26 metros, calado de nove metros e deslocamento carregado de mais de 22 mil toneladas. Seus sistemas de propulsão eram compostos por catorze caldeiras a carvão que alimentavam dois motores de tripla-expansão no Delaware e duas turbinas a vapor no North Dakota, que impulsionavam os navios até uma velocidade máxima de 21 nós (39 quilômetros por hora). Eles também tinham um cinturão principal de blindagem que ficava entre 229 e 279 milímetros de espessura.
Os dois tiveram um início de carreira tranquilo que consistiu principalmente de treinamentos de rotina e viagens diplomáticas a portos estrangeiros. Ambos participaram da Ocupação de Veracruz entre abril e maio de 1914 durante a Revolução Mexicana. Os Estados Unidos entraram na Primeira Guerra Mundial em 1917, com o Delaware sendo enviado para a Europa como parte da Divisão de Couraçados Nove, uma formação dentro da Grande Frota britânica que tinha a intenção de conter a Frota de Alto-Mar alemã. O North Dakota permaneceu em casa como navio-escola. Ambos foram descomissionados em 1923 pelos termos do Tratado Naval de Washington, depois desmontados.

## Desenvolvimento
A Marinha e Congresso dos Estados Unidos, alimentados por informações errôneas sobre o HMS Dreadnought da Marinha Real Britânica, ficaram diante daquilo que acreditaram ser um navio imensamente superior aos seus dois couraçados da Classe South Carolina então ainda em construção, estes tendo sido projetados sob limitações de tonelagem impostas pelo próprio Congresso. Na realidade, a Classe South Carolina era inferior ao Dreadnought apenas em velocidade, pois apesar de carregarem menos canhões, todos poderiam disparar para uma lateral, diferentemente da embarcação britânica. Além disso, eram mais bem protegidos do que o Dreadnought porque mais tempo e cuidado tinha sido dedicado para suas blindagens e arranjos de anteparas. Nada disso foi percebido na época. O Escritório de Construção e Reparo da Marinha tinha enfrentado enormes dificuldades para projetar um navio adequado dentro das limitações e tinham levado o projeto da Classe South Carolina para até onde tinha sido possível. O Congresso, percebendo que as limitações tinham se tornado irrealistas, as removeu e quaisquer restrições futuras seriam ditadas por tratados limitadores. A lei autorizando a construção de novos couraçados foi aprovada em 26 de junho de 1906 e pedia por navios "carregando uma blindagem tão pesada e um armamento tão poderoso quanto qualquer embarcação conhecida de sua classe, que tenha a maior velocidade possível e o maior raio de ação possível".
A Classe Delaware foi a segunda de onze projetos de navios capitais dos Estados Unidos criados entre 1906 e 1919, totalizando 29 couraçados e seis cruzadores de batalha que tiveram suas obras iniciadas nesse período, porém sete dos couraçados e todos os cruzadores de batalha acabaram sendo cancelados. Todos eram de navios lentos, com exceção dos cruzadores de batalha da Classe Lexington, projetados para não mais de 21 nós (39 quilômetros por hora). Seus deslocamento variavam de 16,2 a 42,6 mil toneladas. Nenhum couraçado norte-americano no estilo dreadnought tinha ainda sido lançado ao mar, pois todos estavam em algum estágio de projeto ou construção. Praticamente toda a linha de batalha da Marinha dos Estados Unidos foi projetada a partir de experiências com pré-dreadnoughts ou observações de dreadnoughts estrangeiros.
O projeto da Classe Delaware foi preparado entre 1905 e 1906 com duas variantes: uma com dez canhões e 20,8 mil toneladas e uma com doze canhões e 24,3 mil toneladas. A alternativa maior foi rejeitada por ser muito cara para o poder de fogo oferecido, mesmo se seu deslocamento fosse reduzido para 22,3 mil toneladas. Além disso, o Escritório de Construção e Reparo foi obrigado a considerar projetos de firmas particulares, o que atrasou a construção da classe para 1907. Nenhum desses projetos particulares foi considerado remotamente satisfatório. Entretanto, o Fore River Shipyard depois desenvolveu sua versão como a Classe Rivadavia para a Armada Argentina. Apesar do projeto do Escritório de Construção e Reparo ter sido considerado superior, ainda assim foi criticado, especialmente pela localização ruim e falta de proteção das armas secundárias.

## Projeto

### Características

Desenho da Classe Delaware

A Classe Delaware era significativamente mais poderosa que a Classe South Carolina, com o historiador Norman Friedman chegando a afirmar que ela foi a primeira a se igualar ao padrão estabelecido pelo Dreadnought. Isto em parte foi possível pela eliminação dos limites congressionais sobre o tamanho dos novos couraçados; a única restrição que o Congresso impôs no projeto foi que o custo do casco e seus maquinários não ultrapassasse seis milhões de dólares. Os navios eram significativamente maiores que a Classe South Carolina. Tinham 155 metros de comprimento da linha de flutuação e 158 metros de comprimento de fora a fora. Tinha uma boca de 26 metros, calado de nove metros, deslocamento padrão de 20 707 toneladas e deslocamento carregado de 22 759 toneladas.

### Propulsão
Uma grande autonomia de operação era um tema recorrente para os couraçados norte-americanos por razões que incluíam uma expectativa de guerra contra o Japão. Como experimento, cada embarcação recebeu um sistema de propulsão diferente. O Delaware foi equipado com dois motores de tripla-expansão, enquanto o North Dakota recebeu duas turbinas a vapor Curtiss. O vapor para ambos provinha de catorze caldeiras Babcock & Wilcox. Os dois sistemas tinham uma potência indicada de 25 mil cavalos-vapor (18,4 mil quilowatts), sendo ambos capazes de alcançar uma velocidade máxima de 21 nós. O contra-almirante Washington L. Capps, o Construtor da Marinha, previu que o North Dakota teria uma autonomia 25 por cento menor que a do Delaware a dezesseis nós e 45 por cento menor a catorze nós, baseados em testes e a conhecida performance das turbinas da época. Estas estimativas mostraram-se verdadeiras durante os testes marítimos dos navios em 1909. Além disso, os motores do Delaware foram equipados com lubrificação forçada em vez de um sistema alimentado por gravidade, permitindo que navegasse a 24 nós sem a necessidade de reparos em seus motores. Isto seria impensável anteriormente, pois motores de tripla-expansão eram conhecidos por vibrar até quebrarem se mantidos em potência tão elevada por tanto tempo. Turbinas mais poderosas e eficientes foram instaladas no North Dakota em 1917, substituindo as antigas. Estas aumentaram sua potência para 31,3 mil cavalos-vapor (23 mil quilowatts).

### Armamento

#### Principal

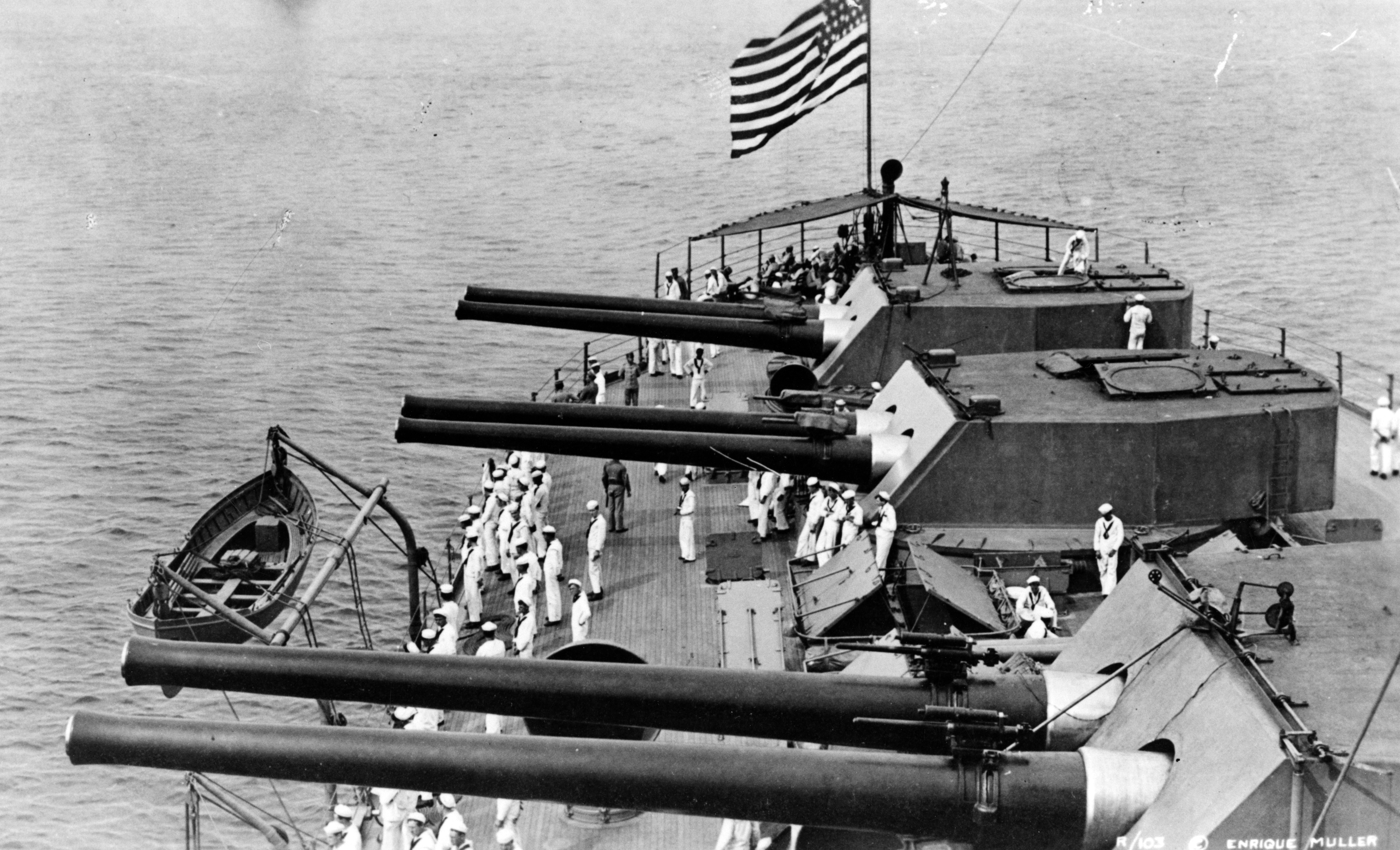
As três torres de artilharia de ré do Delaware em 1913

A Classe Delaware era armada com uma bateria principal composta por dez canhões Marco 5 calibre 45 de 305 milímetros arranjados em cinco torres de artilharia duplas. As armas ficavam em montagens Marco 7, que permitia que abaixassem até cinco graus negativos e elevassem até quinze graus. A cadência de tiro era de dois a três disparos por minuto. Elas disparavam projéteis perfurantes ou comuns de 395 quilogramas, porém o tipo comum ficou obsoleto em 1915 e deixou de ser usado. As cargas de propelente ficavam em sacos de seda com 141 quilogramas cada, proporcionando uma velocidade de saída de 823 metros por segundo. Esperava-se que os canhões poderiam disparar até 175 projéteis antes que os canos precisassem ser substituídos. Cada navio carregava cem projéteis por arma, ou mil projéteis no total. A uma elevação máxima de quinze graus, o alcance máximo era de 18,3 quilômetros.
Duas torres ficavam na proa, com a segunda sobreposta à primeira, enquanto as outras três ficavam à ré da superestrutura, todas na linha central. A localização das três torres de ré mostrou-se problemática. Capps colocou a terceira torre próxima da meia-nau, pois representava o maior peso suportado pela estrutura do navio devido sua barbeta alta, assim essa localização permitiria o apoio da maior quantidade de volume subaquático disponível. As duas últimas torres foram colocadas no mesmo nível na popa. Este arranjo era prejudicial de duas maneiras, primeiro porque a terceira torre não podia disparar em direção da popa se a quarta torre estivesse virada para frente, o que deixava apenas a quinta torre podendo disparar para a popa. Segundo porque a sala de máquinas ficava localizada entre a terceira e quarta torres, assim as linhas de vapor saiam das salas das caldeiras à meia-nau, passavam ao redor do depósito de munição da terceira torre até as turbinas. Depois se descobriu que essas conexões poderiam esquentar a pólvora nos depósitos e degradar sua balística. Essa falha de projeto também era encontrada em vários couraçados britânicos, mas era considerado algo inescapável pelos engenheiros da época por motivos estruturais.
Outro desafio para o armamento principal era o seu peso, pois cada torre pesava 444 toneladas, que precisava ser espalhado por boa parte do casco, levando a um maior tensão sobre a estrutura. Quanto mais próximo o peso das armas pesadas das extremidades, maior a tensão e o risco de falha estrutural devido à fadiga. Altas velocidades necessitavam de extremidades finas, que não eram especialmente flutuantes, e a quantidade de espaço necessário no meio do navio para maquinários impediu que as torres principais fossem mais para dentro. Capps pode aprofundar o casco por não precisar se preocupar com limites de deslocamento, o que ajudou a aliviar o problema até certo ponto. Ele adicionou um castelo da proa para melhor navegabilidade e para ter espaço para os aposentos dos oficiais, além de restaurar a altura completa do casco na popa.

#### Secundário

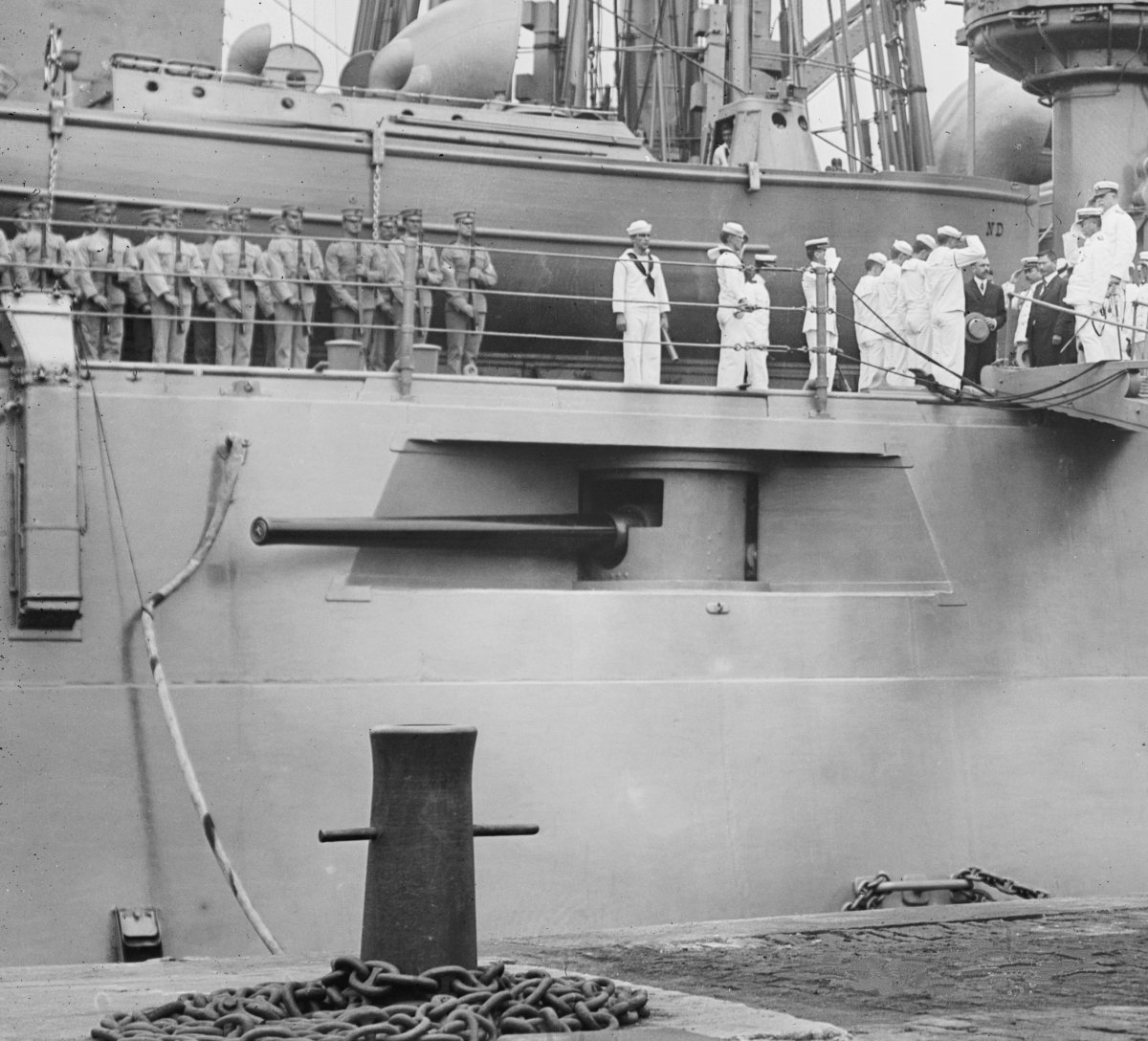
A casamata de um canhão de 127 milímetros a bordo do North Dakota

O Colégio de Guerra Naval considerou em 1905 que os canhões de 76 milímetros da Classe South Carolina eram muito leves para serem uma defesa eficaz contra barcos torpedeiros. Um comitê foi formado e sugeriu que uma arma com alta velocidade e trajetória reta funcionaria melhor, uma que fosse poderosa o suficiente para destruir e ao mesmo tempo leve o bastante para ser fácil de manejar e disparar rapidamente. O comitê achou que canhões de 127 milímetros aparentemente eram os mais adequados para tal propósito. O Comitê de Construção e Reparo considerou armas de 152 milímetros durante o processo de desenvolvimento, mas preocupações levantadas pelo Colégio de Guerra Naval sobre a falta de proteção contra estilhaços para esses canhões e interferência da fumaça dos disparos levou à adoção das armas de 127 milímetros a fim de equilibrar o aumento no peso da blindagem.
A Classe Delaware tinha catorze canhões Marco 6 calibre 50 de 127 milímetros, duas à frente do convés principal, dez em casamatas nas laterais e mais duas na popa à ré da última torre de artilharia. Elas tinham uma cadência de tiro de seis a oito disparos por minuto. Disparavam projéteis perfurantes "leves" de 23 quilogramas, perfurantes "pesados" de 27 quilogramas e comuns Marco 15 também de 23 quilogramas. Os projéteis de 23 quilogramas tinham uma velocidade de saída de 914 metros por segundo, enquanto os projéteis de 27 quilogramas viajavam a 823 metros por segundo. As armas foram instaladas em montagens pedestais Marco 9 e Marco 12; a primeira limitava a elevação a quinze graus, enquanto a segunda podia elevar até 25 graus. Os canhões de 127 milímetros tinham uma penetração mais eficaz a 4,5 quilômetros, o que foi o fator decisivo para que fossem equipadas nos navios. Cada arma tinha à disposição 240 projéteis.
Apesar dessas armas terem sido consideradas pela Marinha dos Estados Unidos como uma melhora em relação a Classe South Carolina, seus posicionamentos eram problemáticos até mesmo quando os navios navegavam por mares calmos, pois essas posições ficavam extremamente molhadas e difíceis de manejar. Os canhões dianteiros acabaram sendo transferidos para a superestrutura depois dos testes marítimos. As casamatas ficavam um convés abaixo do convés principal e eram a fonte da maioria das reclamações sobre entrada de água nas posições dianteiras e pela quebra do fluxo da onda da proa, o que dava um arrasto a mais para o projeto.

#### Outros
Os dois couraçados da Classe Delaware, assim como os dois da Classe South Carolina, receberam em 1917 dois canhões antiaéreos calibre 50 de 76 milímetros em montagens Marco 11 únicas. Esta montagem foi a primeira antiaérea de 76 milímetros criada pela Marinha dos Estados Unidos. Ela tinha uma altura de munhão de 1,68 metro, comparada ao 1,14 metro para as montagens pedestais usadas contra embarcações de superfície. Isto permitia uma elevação máxima de 85 graus e mínima de vinte graus negativos. O alcance máximo de disparo era de 13,3 quilômetros a um ângulo de 43 graus, enquanto a altura máxima de disparo era de 9,2 quilômetros a 85 graus de elevação.
Os navios também eram equipados com dois tubos de torpedo de 533 milímetros instalados abaixo da linha d'água um em cada lateral da embarcação. Eles lançavam torpedos Bliss-Leavitt Marco 3 Modelo 1 projetados especificamente para esses tubos. Cada torpedo tinha cinco metros de comprimento, pesava 934 quilogramas, tinha uma carga explosiva de 95 quilogramas de trinitrotolueno e um alcance máximo de 8,2 quilômetros a uma velocidade de 27 nós (cinquenta quilômetros por hora).

### Blindagem
A espessura do cinturão principal de blindagem variava de 229 a 279 milímetros sobre as partes mais importantes dos navios. Os canhões das casamatas eram protegidos por placas de blindagem de 203 a 254 milímetros de espessura. As barbetas que acomodavam as torres de artilharia tinham uma blindagem de 102 a 254 milímetros de espessura; as partes mais espessas eram as laterais, pois estavam mais vulneráveis a disparos inimigos, enquanto a frente e trás, que eram menos prováveis de serem atingidas, eram as partes mais finas. As próprias torres de artilharia eram protegidas por blindagem de 305 milímetros de espessura. As laterais da torre de comando tinham 292 milímetros. A blindagem do convés, como em todos os projetos dos primeiros dreadnoughts, era muito fina com apenas 38 milímetros de espessura na maioria das áreas e 51 milímetros sobre maquinários e depósitos de munição. Esperava-se que as embarcações combatessem a distâncias menores do que 9,1 quilômetros, assim acertos no convés seriam raros.

## Navios
| Navio        | Construtor                | Batimento              | Lançamento             | Comissionamento     | Descomissionamento     | Destino     |
| ------------ | ------------------------- | ---------------------- | ---------------------- | ------------------- | ---------------------- | ----------- |
| Delaware     | Newport News Shipbuilding | 11 de novembro de 1907 | 6 de fevereiro de 1909 | 4 de abril de 1910  | 10 de novembro de 1923 | Desmontados |
| North Dakota | Fore River Shipyard       | 16 de dezembro de 1907 | 10 de novembro de 1908 | 11 de abril de 1910 | 22 de novembro de 1923 | Desmontados |

## História

### Delaware

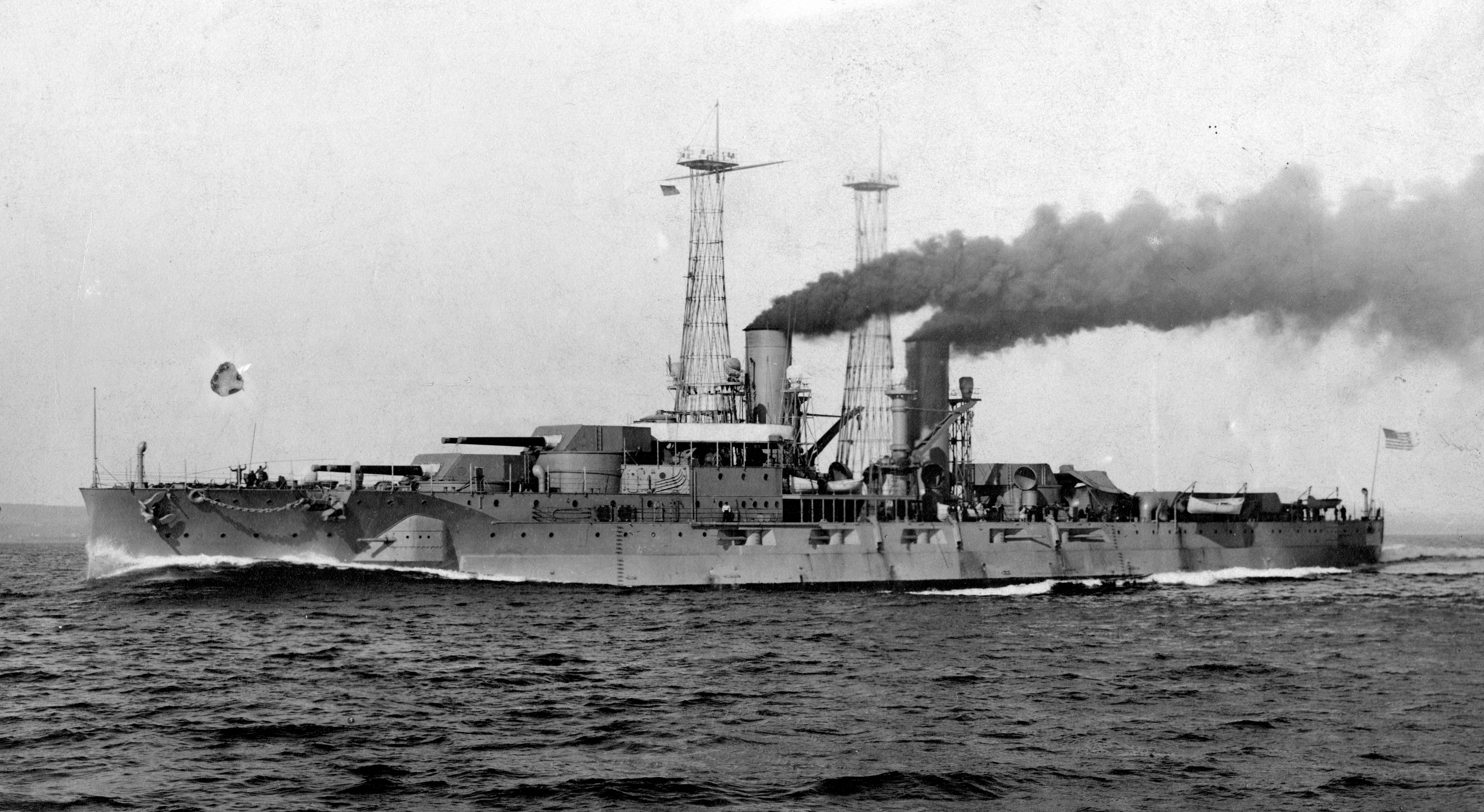
O Delaware em 1909

O Delaware foi designado para a Frota do Atlântico assim que entrou em serviço. Ele foi para a Europa no final de 1910, seguido por uma viagem pela América do Sul no início do ano seguinte. Fez mais duas viagem pela Europa em 1912 e 1913, retornando então para a Frota do Atlântico para exercícios de treinamento que foram realizados tanto no Oceano Atlântico quanto no Mar do Caribe. Entre abril e maio de 1914 participou da ocupação norte-americana de Veracruz, durante a Revolução Mexicana.
Os Estados Unidos entraram na Primeira Guerra Mundial em abril de 1917 e o Delaware inicialmente realizou treinos preparatórios próximo da Costa Leste. Foi enviado para a Europa mais tarde no mesmo ano como parte da Divisão de Couraçados Nove, uma força de couraçados para reforçar a Grande Frota britânica. Os navios chegaram no início de dezembro e foram designados como a 6ª Esquadra de Batalha da Grande Frota. O Delaware foi enviado de volta para os Estados Unidos em julho de 1918.
A embarcação voltou para sua rotina de exercícios depois do fim da guerra, realizando dois cruzeiros de treinamento para aspirantes da Academia Naval, primeiro em 1922 e depois no início de 1923. Neste segundo foi para a Europa, parando em vários portos da região. Retornou aos Estados Unidos em agosto, com sua tripulação sendo transferida para o recém-comissionado couraçado USS Colorado. Foi desarmado e descomissionado em novembro de 1923, sendo desmontado a partir de fevereiro de 1924.

### North Dakota

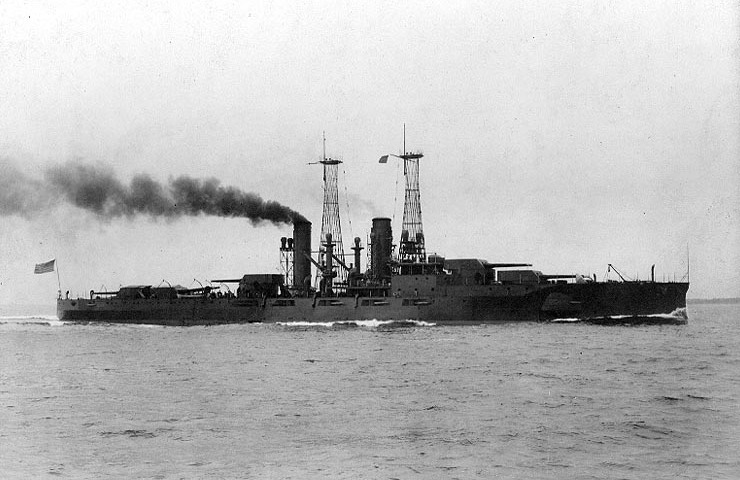
O North Dakota em 1909

O North Dakota foi designado para a Frota do Atlântico junto com seu irmão. Ele atravessou o Oceano Atlântico em novembro de 1910 e visitou a Europa, também participando quatro anos depois da ocupação de Veracruz. Diferentemente do Delaware, permaneceu nos Estados Unidos pelo decorrer de toda a participação dos Estados Unidos na Primeira Guerra Mundial. Isto ocorreu porque seus motores foram considerados pouco confiáveis para que a embarcação fosse colocada em uma zona de guerra.
Seu serviço durante o período de guerra consistiu principalmente em atuar como um navio-escola para artilheiros e pessoal de engenharia. Após a guerra voltou para uma rotina de exercícios e em 1920 fez mais uma viagem para a Europa, parando em portos do Mar Mediterrâneo. O North Dakota envolveu-se em 1921 em demonstrações de bombardeio aéreo próximo do litoral da Virgínia. Dois anos depois realizou um cruzeiro de aspirantes da Academia Naval pela Europa, visitando vários portos do Norte da Europa.
O North Dakota foi descomissionado em novembro de 1923 e sua tripulação transferida para o recém-comissionado couraçado USS West Virginia. Foi desarmado no ano seguinte e convertido em um navio alvo de tiro controlado por rádio, atuando nessa função até 1931, quando foi desmontado.